# Canterbury Rams
Los Canterbury Rams, conocidos por motivos de patrocinio como The Wheeler Motor Canterbury Rams, es un equipo de baloncesto neozelandés que compite en la NBL, la primera división del país. Fundado en 1982, tiene su sede en la ciudad de Christchurch. Disputa sus partidos en el Cowles Stadium, con capacidad para 2300 espectadores.

## Historia
Los Canterbury Rams fueron miembros fundadores de la NBL en 1982. Entre 1986 y 1994, los Rams llegaron a la final de la NBL siete veces, ganando campeonatos en 1986, 1989, 1990 y 1992. Los jugadores importados Kenny Perkins, Clyde Huntley, Eddie Anderson y Angelo Hill fueron fundamentales para el éxito de los Rams, al igual que el Núcleo neozelandés de John "Dutchie" Rademakers, Gilbert Gordon, Andy Bennett, Graham Timms, John Hill, Ian Webb, Glen Denham y Ralph Lattimore. Los arquitectos de este éxito fueron los entrenadores Garry Pettis, que dirigió el equipo de 1986 a 1988, y Keith Mair, que asumió el cargo en 1989. En 1999, los Rams llegaron a su octava final de la NBL con el entrenador Bert Knops, donde perdieron ante los Auckland Rebels.
En 2000, el Dr. John Watson se hizo cargo de la organización Rams de la Canterbury Basketball Association (CBA), que tenía problemas de liquidez. Su adquisición del equipo creó algunas divisiones profundas dentro de la comunidad del baloncesto. En 2006, la CBA firmó un contrato de gestión de tres años con Watson.[8] En diciembre de 2008, después de que la CBA informara a Watson que no completarían el tercer año del contrato, los Rams se retiraron de la NBL, y los Christchurch Cougars ocuparon su lugar en la temporada 2009 de la NBL. Los Cougars duraron sólo dos temporadas después de retirarse en vísperas de la temporada 2011 debido al terremoto de Christchurch.
En noviembre de 2013, a los Canterbury Rams se les concedió el reingreso a la NBL bajo el liderazgo del empresario de Christchurch, Andrew Harrison, y regresaron durante la temporada 2014 de la NBL.
En 2016, los Rams ganaron la temporada regular por primera vez desde 1993, e hicieron su primera aparición en los playoffs desde 2002, donde perdieron en la semifinal ante los Super City Rangers.
En 2023, los Rams alcanzaron su primera final de la NBL desde 1999 detrás de jugadores como Troy Baxter Jr., Tevin Brown y Corey Webster. Ganaron su quinto campeonato y el primero desde 1992 con una victoria por 93–82 sobre el Auckland Tuatara.

## Palmarés
- NBL
  - Campeón (5): 1986, 1989, 1990, 1992, 2023
  - Finalista (4): 1987, 1993, 1994, 1999